# 시크릿 어페어
《시크릿 어페어》(O lyubvi, About Love)는 러시아 연방에서 제작된 블라디미르 보릇코 감독의 2017년 멜로/로맨스, 드라마 영화이다. 안나 치폽스카야 등이 주연으로 출연하였고 나탈리야 보릇코 등이 제작에 참여하였다.

## 출연

### 주연
- 안나 치폽스카야
- 드미트리 페브초프
- 알렉세이 차도프

### 조연
- 마리야 미로노바
- 알렉산더 리코프

## 기타
- 미술: 드미트리 말리스